# Лядська (річка)
Лядська, Цісарка — річка в Україні, у Олевському районі Житомирської області. Ліва притока Уборті (басейн Прип'яті).

## Опис
Довжина річки приблизно 9,5 км.

## Розташування
Бере початок на північному заході від Перги. Тече переважно на північний схід через Хочине і на південному сході від Майдан-Копищенського впадає у річку Уборть, праву притоку Прип'яті. 
Річку перетинає декілька разів автомобільна дорога Т 0605.
Річка починається в лісовому болоті Паруб. Річка тече у низовинних, пологих, задернованих та заболочених берегах. У дурій половині ХІХ ст. у долині річки видобували болотну залізну руду (лімоніт). Ця руда перероблялася примітивними методами на місцевих руднях.